# Месје 92
Месје 92 (М92) је збијено звездано јато у сазвежђу Херкул које се налази у Месјеовом каталогу објеката дубоког неба.
Деклинација објекта је + 43° 8' 13" а ректасцензија 17h 17m 7,3s. Привидна величина (магнитуда) објекта М92 износи 6,5. М92 је још познат и под ознакама NGC 6341, GCL 59.